# Non c'è passione più grande
Non c'è passione più grande (Jolson Sings Again) è un film del 1949 diretto da Henry Levin. Secondo film su Al Jolson (Il primo era stato Al Jolson nel 1946).
La pellicola, campione di incassi del 1949, ha ricevuto diverse candidature: agli Academy Awards del 1950 ha concorso per la miglior fotografia, per la miglior colonna sonora e la miglior sceneggiatura. Ai WGA Awards del 1950 è stata candidata come miglior sceneggiatura musicale.

## Trama
Al Jolson riprende in mano la propria carriera di cantante: purtroppo la separazione dalla moglie penalizza la sua carriera e la sua vita pende verso il vizio. Lo scoppio della seconda guerra mondiale però lo riporta in pista; infatti, inizia a viaggiare in lungo e in largo per cantare a sostegno delle truppe. Tanto viaggiare lo stanca e lo fa ammalare. In quest'occasione incontra un'infermiera che diventerà la sua terza moglie.

## Produzione
Il film fu prodotto dalla Sidney Buchman Enterprises per la Columbia Pictures Corporation.

## Distribuzione
Distribuito dalla Columbia Pictures, il film - con il titolo originale Jolson Sings Again - uscì nelle sale cinematografiche USA il 17 agosto dopo una prima tenuta il 10 agosto 1949.